# Moja szokująca historia
Moja szokująca historia (oryg. My Shocking Story) – seria programów dokumentalnych wyprodukowana w Wielkiej Brytanii przez telewizję Discovery Channel UK. Emitowany był w USA przez telewizję The Learning Channel oraz w Australii przez kanały Discovery Channel i Seven Network. W Polsce emitowany był na kanale Discovery Channel, natomiast od 2010 roku prezentowany był  przez Discovery Travel and Living.

## Charakter programu
Program opowiada historię ludzi, którzy dotknięci są rzadkimi choroby oraz deformacjami ciała. Przedstawia problemy codziennego życia oraz próby znalezienia metod leczenia przez samych chorych, jak również ich rodzin i lekarzy. Formuła programu opiera się na wypowiedziach osób chorych, ich rodzin oraz komentarzy lekarzy. 

## Lista odcinków

### Sezon 1 (2008)
1. I Woke Up in the Morgue (pol. Przerażająca sztywność)
2. World's Fattest Kids (pol. Najgrubsze dzieci świata)
3. Half Man, Half Tree (pol. Człowiek drzewo)
4. My Big Foot (pol. Najcięższa stopa świata)
5. Too Young to Be So Fat
6. The Man with No Face (pol. Człowiek bez twarzy)
7. World's Smallest Kids (pol. Najmniejsze dzieci świata)
8. World's Smallest Mum (pol. Najmniejsza mama świata)

### Sezon 2 (2008)
1. World's Heaviest Man (pol. Najwyższy człowiek świata)
2. Burnt and Survived
3. Freak Show Family (pol. Trupa dziwolągów)
4. Giant Head (pol. Ogromna głowa)
5. Sleep Sex
6. Can't Stop Growing
7. Rewire My Brain
8. Coma Miracle
9. Which Sex Am I? (pol. Jakiej jestem płci?)
10. Save Me Before I'm Born
11. Treeman: The Cure
12. Real Wolf Kids (pol. Wilcze dzieci)
13. Octopus Man (pol. Człowiek ośmiornica)
14. Human Face Transplant (pol. Przeszczep ludzkiej twarzy)
15. Electric Human (pol. Elektryczny człowiek)
16. Reconstruct My Face

### Sezon 3 (2009)
1. Treeman Meets Treeman (pol. Spotkanie ludzi drzew)
2. World's Tallest Giants (pol. Najwyżsi ludzie świata)
3. Human Spiders Sisters (pol. Siostry pająki)
4. Albino Crisis (pol. Albinosi)

### Inne
Programy o podobnej tematyce. 
1. Strongest Girl in The World (pol. Najsilniejsza dziewczynka świata)
2. World's Heaviest Man Gets Married (pol. Najgrubszy człowiek świata się żeni)
3. World's Heaviest Man (pol. Najcięższy człowiek świata)
4. The 280 Kilo Woman (pol. Kobieta o Wadze 280 Kilogramów)
5. Girl With The X-Ray Eyes (pol. Dziewczynka z rentgenem w oczach)
6. I Gave Birth to a Mummy (pol. Urodziłam mumię)
7. The True Story of the Feral Children
8. 50 Stone Man
9. The Real Life Thumbelina
10. World's Smallest Muscleman
11. The Man With No Arms
12. The Twin Inside Me
13. Wild Child
14. Ticking Time Bomb
15. Born With Two Heads
16. Man Who Slept For 19 Years
17. Shrinking The World's Heaviest Man
18. Girl Who Never Grew
19. Fatal Insomnia
20. Twisted Twosome
21. Girl Who Turned to Stone
22. Shot My Face Off
23. I Survived A 200 Pound Tumour
24. A New Face for Marlie
25. Mother Knows Best
26. Treeman: Search for the Cure
27. Out of the Ordinary Reunion
28. Six Autistic Kids
29. 28 Stone Teenager - One Year Later
30. Half Tonne Man
31. Grow Me a Face
32. World's Tallest Woman
33. The Tumour That Ate My Face
34. Dying to Sleep
35. Living Without Skin
36. Face-Eating Tumour
37. Joined at The Head
38. Born Without A Face
39. New Face For Marlie
40. The Man Whose Arms Exploded
41. Mermaid Baby
42. 50 Stone Woman
43. Girl With a Melted Face
44. Save My Face